# Vivek Shraya
Vivek Shraya (15 de febrero de 1981) es una música, escritora y artista visual canadiense. Es siete veces finalista del Premio Literario Lambda y CBC Arts la considera una Gran Cineasta Canadiense del Futuro.
Shraya se dedica a brindar oportunidades de escritura creativa a escritores racializados emergentes a través de la fundación de su galardonado sello editorial VS. Libros, que sirve como una «oportunidad de mentoría y publicación» para estos escritores.
Shraya también es directora de la junta directiva de la Fundación Tegan y Sara, que lucha por la salud, la justicia económica y la representación de las mujeres LGBTQ.
How to Fail as a Popstar (Cómo fracasar como estrella del pop), serie adaptación de su obra de teatro y libro del mismo nombre, se estrenó en 2023 en CBC Gem.

## Carrera

### Música
Shraya comenzó a escribir canciones a la edad de 13 años y lanzó su primer álbum, THROAT, en 2002. Desde entonces, ha lanzado una docena de álbumes en solitario en una variedad de géneros, incluidos If We're Not Talking (2007), Keys & Machines (2009) y 1:1 (2011). Shraya también ha grabado dos álbumes, Bronze (2015) y Angry (2018), con su banda, Too Attached, que ella y su hermano, Shamik Bilgi, formaron en 2015. Ha realizado extensas giras por América del Norte, tanto como solista como con Too Attached, compartiendo escenario con artistas tales como Tegan y Sara,  Dragonette, Melanie C, Team Dresch, Melissa Ferrick, Brian Byrne, Greg MacPherson o Bonjay.
El álbum de Shraya de 2017, Part-Time Woman, una colaboración con Queer Songbook Orchestra, fue designado como uno de los 17 mejores álbumes canadienses de 2017 por CBC Arts, y estuvo en la lista larga del Polaris Music Prize de 2018.

### Escritura
En 2010, Shraya publicó su primer libro, God Loves Hair, una colección ilustrada de 21 cuentos cortos vinculados entre ellos sobre un niño racializado, de género no binario, que crece en una familia inmigrante en Alberta. God Loves Hair fue nominado al premio literario Lambda 2011 en la categoría infantil y juvenil. El segundo libro de Shraya, She of the Mountains, una novela lírica que consta de dos historias de amor entrelazadas, fue nombrado uno de los 100 mejores libros de 2014 por The Globe and Mail, y nominado para el Premio Literario Lambda 2015 de Ficción Transgénero. Shraya recibió el Honour of Distinction en los Premios Dayne Ogilvie de 2015.
En 2016, Shraya publicó su primera colección de poesía, Even This Page Is White, una exploración incisiva de los efectos del racismo cotidiano y el colonialismo en Canadá, que ganó un premio Publishing Triangle en 2017, y fue preseleccionada para Canada Reads de CBC. En 2016 también se publicó The Boy & The Bindi, un libro ilustrado para niños sobre la fascinación de un niño por el punto en la frente de su madre. El primer libro de no ficción de Shraya, I'm Afraid of Men, se publicó en agosto de 2018.
En 2017, Shraya se asoció con Arsenal Pulp Press para crear un sello, VS. Libros. A través de VS. Libros, Shraya apoya a jóvenes escritores racializados brindándoles tutoría durante los procesos de escritura y edición y publicando un libro de un artista emergente diferente cada año. El primer VS. Título: La colección de cuentos de Téa Mutonji Shut Up You’re Pretty (Cállate, eres bonita), se publicó en 2019.
La primera obra gráfica de no ficción de Shraya, Death Threat, fue publicada por Arsenal Pulp Press en 2019. Ness Lee se encargó del arte visual del libro.
La segunda novela de Shraya, The Subtweet, se publicó el 7 de abril de 2020 por ECW Press. El libro se centra en una intensa amistad entre dos mujeres músicas de color. 
La revista canadiense Quill & Quire publicaba la crítica de The Subtweet en marzo de 2020 y señalaba: «Si bien aborda las realidades políticas del trabajo artístico y el uso de las redes sociales, The Subtweet también dilucida ciertas formas de pensamiento sobre la justicia social. La narrativa de Shraya se opone a cómo las formulaciones de justicia social, tanto de la cultura dominante como de la cultura pop, se utilizan para promover agendas que no se ajustan a los principios de equidad. Critica cómo la retórica de la justicia social puede emplearse como arma para el autoengrandecimiento o la búsqueda de venganzas personales. The Subtweet intenta impulsar al lector hacia una perspectiva más crítica y animarlo a ser más escéptico ante lo que sale de la boca de las figuras públicas, especialmente cuando hay dinero y política de por medio».
El libro de Shraya People Change (2022), fue publicado por Penguin Random House y se incluyó en la lista de CBC Books de los «26 libros canadienses para leer en el Mes del Orgullo».

### Medios y artes visuales
Shraya ha creado cinco cortometrajes que se han proyectado en festivales de todo Canadá y a nivel internacional. En 2016, publicó una serie de fotografías, Trisha, que presenta fotos antiguas de su madre exhibidas junto a recreaciones contemporáneas de las imágenes con la propia Shraya como sujeto. Este proyecto se ha exhibido en galerías de América del Norte, y una versión digital de Trisha ha circulado internacionalmente.
Antes de declararse trans el 15 de febrero de 2016, Shraya hizo la película Seeking Single White Male el 1 de agosto de 2010. Esta película muestra un conjunto de imágenes de Shraya que van modificando cada vez más sus rasgos hasta llegar a ser más propios de una persona caucásica. Las imágenes muestran la decoloración de su cabello castaño a rubio además del uso constante de lentes de contacto azules sobre sus ojos marrones. En una publicación en su sitio web poco más de dos años después de la publicación original, Shraya comparte que el propósito detrás de la película era «mostrar cómo la internalización del racismo puede manifestarse externamente». Un análisis de Seeking Single White Male completado en junio de 2019 revela que «Los comentarios incorporados en este video abordan claramente la existencia de concepciones racializadas de deseabilidad dentro de la comunidad gay en Ontario, Canadá». Antes de 2010, Shraya alteró su apariencia para parecer más caucásica en respuesta a las «concepciones racializadas de deseabilidad» en los bares gay de Edmonton que frecuentaba. Seeking Single White Male se ha exhibido en múltiples proyecciones, incluido el Festival de Cine Queer de Vancouver en 2011 y el Festival Internacional de Cine Asiático Reel en Toronto, Ontario en 2012.
El primer trabajo teatral de Shraya debutó el 18 de febrero de 2020. La obra se llama How to Fail as a Popstar y narra «su viaje hacia el 'no del todo' estrellato de la música pop. Una reflexión sobre el poder de la cultura pop, los sueños, las decepciones y la autodeterminación, esta asombrosa actuación es un triunfo en la búsqueda de la propia voz auténtica». La obra incluye canciones originales escritas e interpretadas por Shraya.
En 2020, Shraya se asoció con Pantene en su proyecto global Hair Has No Gender, destacando la importancia del cabello en la identidad y la transición de una persona trans o de género no binario. La película de la campaña incluía una conversación sobre la autoexpresión y el apoyo familiar entre Shraya y su padre, Mohan Bilgi.
Shraya también ha compuesto música para la serie de televisión Sort Of. Junto a Emily Persich, Moël, Terrell Morris, Shan Vincent de Paul y Ceréna, ganó el premio Canadian Screen a la mejor música original en una serie de comedia en los 11.º Canadian Screen Awards en 2023.

## Vida personal
Vivek Shraya se identifica como bisexual. El 15 de febrero de 2016, Shraya también se declaró transgénero, y anunció a través de su cuenta de Facebook que ahora usa el pronombre ella.

## Discografía
- Samsara: The Sketches (2002)
- THROAT EP (2003)
- A Composite of Straight Lines (2005)
- If We're Not Talking (2007)
- If We're Not Talking Single (2008)
- Keys & Machines (2009)
- Part Time Woman (2017)
- Baby, You're Projecting (2023)

## Libros
- God Loves Hair (2010)
- She of the Mountains (2014)
- even this page is white (2016)
- The Boy & the Bindi (2016)
- I'm Afraid of Men (2018)
- Death Threat (2019)
- The Subtweet (2020)
- Next Time There's a Pandemic (2022)
- People Change (2022)